# Paris Volley 2019-2020
Questa voce raccoglie le informazioni riguardanti il Paris Volley nelle competizioni ufficiali della stagione 2019-2020.

## Organigramma societario
Area direttiva
- Presidente: Vladan Jelić

Area tecnica
- Allenatore: Dorian Rougeyron
- Allenatore in seconda: Daniel Julien

## Rosa
| N° | Nome             | Ruolo | Data di nascita  | Nazionalità sportiva |
| -- | ---------------- | ----- | ---------------- | -------------------- |
| 2  | Théo Garnon      | L     | 6 luglio 2001    | Francia              |
| 3  | Tatsuya Fukuzawa | S     | 1º luglio 1986   | Giappone             |
| 5  | François Huetz   | S/L   | 5 giugno 2000    | Francia              |
| 6  | Ǵorǵi Ǵorǵiev    | P     | 22 maggio 1992   | Macedonia del Nord   |
| 7  | Robin Overbeeke  | O     | 21 marzo 1989    | Paesi Bassi          |
| 8  | Carlos Barreto   | S     | 8 agosto 1994    | Brasile              |
| 10 | Danny Poda       | S     | 8 luglio 1999    | Francia              |
| 11 | Franck Lafitte   | C     | 8 marzo 1989     | Francia              |
| 12 | Tiago Wesz       | S/L   | 12 febbraio 1989 | Brasile              |
| 13 | Emile Valier     | P     | 3 aprile 2002    | Francia              |
| 14 | Julien Lavagne   | L     | 24 ottobre 1985  | Francia              |
| 16 | Robin Neraudau   | P     | 18 marzo 1999    | Francia              |
| 17 | Alexandre Weyl   | C     | 2 marzo 1984     | Francia              |
| 18 | Ardo Kreek       | C/O   | 7 agosto 1986    | Estonia              |

## Risultati

### Coppa di Francia

#### Fase a eliminazione diretta
| Primo turno - 22 ottobre 2019 Salle Pierre Charpy, Parigi          | Paris | 3 - 2 | Tourcoing | 32-30, 22-25, 25-23, 18-25, 16-14 |
| Ottavi di finale - 30 ottobre 2019 Salle Pierre Charpy, Parigi     | Paris | 3 - 2 | Rennes    | 15-25, 22-25, 25-17, 25-23, 15-13 |
| Quarti di finale - 5 novembre 2019 Salle Pierre Charpy, Parigi     | Paris | 3 - 1 | Nantes    | 25-21, 23-25, 28-26, 25-23        |
| Semifinale - 16 maggio 2020 Palais des Sports André-Brouat, Tolosa | Paris | -     | Tours     | annullata                         |